# Luitpold de Znojmo
Luitpold de Znojmo sau Lutold de Znojmo (în germană Luitpold von Znaim, în latină Lutoldus Znoyemsis, în cehă Litold Znojemský; n. secolul al XI-lea – d. 15 martie 1112, Znojmo, Moravia de Sud, Cehia), aparținând Dinastiei Přemyslid, a fost Duce al Moraviei din 1092 până la sfârșitul vieții.

## Biografie
Fiind al doilea fiu al lui Conrad I al Boemiei și al soției sale, Virpirka de Tengling (în cehă Virpirka z Tenglingu), Luitpold a cârmuit principatul Znojmo între 1092 și 1097.
Břetislav al II-lea, care i-a succedat lui Conrad I la cârmuirea Boemiei, a încercat să reglementeze succesiunea în favoarea fratelui său Bořivoj al II-lea, împotriva normei agnatice. Nepotul său, Luitpold, și fratele acestuia, Ulrich, care revendicau drepturile lor legitime la succesiune, s-au opus. Deoarece inițial nu au avut șanse de succes în demersul lor - Bořivoj al II-lea fiind ginerele margrafului Leopold al II-lea al Austriei - Luitpold a jefuit de mai multe ori Castelul Raabs de pe Thaya. Totuși, el a părăsit castelul când oastea lui Leopold l-a asediat în 1093. După ce împăratul Henric al IV-lea a decis succesiunea la tron în favoarea lui Bořivoj al II-lea, acesta a dovedit clemență permițând lui Luitpold și lui Ulrich întoarcerea în Moravia.
Ulrich a continuat să pretindă lui Henric al IV-lea dreptul său la tronul Boemiei. După negocieri cu Bořivoj, fără succes, Ulrich s-a îndreptat în 1101 spre Praga cu sprijinul lui Luitpold și al armatelor austriece și bavareze. Cei doi frați au vrut să obțină cu forța tronul lui Bořivoj al II-lea. După prima bătălie, la Malín, mercenarii germani prea puțin motivați, s-au împrăștiat. Ulrich s-a retras la Brno și a renunțat să mai revendice tronul. Pe de altă parte, Luitpold a recâștigat principatul Znojmo de la Bořivoj al II-lea. Cu toate acestea, Luitpold l-a sprijinit pe Svatopluk al II-lea de Olomouc în conspirația împotriva lui Bořivoj al II-lea din 1107 până în 1109.
După moartea lui Luitpold în 1112, fratele său, Ulrich, a primit principatul Znojmo. Ca și Ulrich, Luitpold a fost probabil înmormântat în mănăstirea benedictină întemeiată de ei în Trebitsch în 1109.

## Căsătorie și descendenți
Luitpold a fost căsătorit cu Ida de Babenberg, fiica margrafului Leopold al II-lea al Austriei și a soției sale, Ida de Austria. Singurul lor urmaș a fost Conrad al II-lea de Znojmo. Dacă cei doi au avut și alți copii, numele acestora nu este cunoscut.